# Aegiphila rimbachii
Aegiphila rimbachii  es una especie perteneciente a la familia Lamiaceae. Es endémica de Ecuador de las regiones de los altos Andes en la provincia de Bolívar. 
Es un árbol de mediana altura que se desarrolla en las montaña con clima frío a 2600 m s. n. m. Se encuentra tratado en peligro de extinción por pérdida de hábitat.

## Taxonomía
Aegiphila rimbachii fue descrita por Harold Norman Moldenke y publicado en Phytologia 1: 261. 1937.